# Trestní politika
Trestní politika je součást veřejné politiky státu v oblasti trestního práva a kriminality, která směřuje k účinnému potírání zločinnosti, stejně jako k prevenci sociálně patologických jevů. Využívá poznatků příbuzných vědných oborů, především kriminologie, a projevuje se jak v oblasti legislativy, tak v oblasti praxe. Chápat ji lze v užším či v širším slova smyslu.
V užším pojetí jde jen o procesy v rámci trestní justice a hlavními nástroji jsou tak nástroje trestního práva. Podílí se na ni ale i nestátní organizace, např. Bílý kruh bezpečí. Kromě stíhání trestných činů jde také o účinnou kontrolu negativních společenských jevů jako je prostituce, gamblerství, drogová závislost atd.
Trestní politika pojímaná v širším slova smyslu, tzv. kriminální politika, zahrnuje činnost všech institucí, které se, byť okrajově, zabývají sociální kontrolou společensky nebezpečného chování. Jde např. o xenofobní projevy, rasismus, alkoholismus nebo nezdravou rodinnou výchovu. Trestní právo zde nemá zásadní postavení, převažujíci roli hrají různorodé nástroje sociální, finanční nebo ekonomické povahy. 